# Franco Dolci
Franco Dolci (né le 1er janvier 1984 à Cordoba) est un footballeur bi-national argentin et italien qui joue comme milieu de terrain.

## Clubs
- 2003 - 2004 : Matienzo
- 2004 - 2006 : OGC Nice
- 2006 - 2007 : SC Bastia
- 2007 - 2008 : Club Atlético Talleres
- 2008 - 2009 : Chacarita Juniors
- 2009 - 2011 : Newell's Old Boys
- 2011 - ... : Chacarita Juniors